# Love/Affection/神様
「Love/Affection/神様」（ラブ・アフェクション/かみさま）は2014年1月22日に発売された29枚目の加藤ミリヤのシングル。楽曲「Love/Affection」「神様」の両A面シングルである。

## 概要
前作、『Lonely Hearts』から約2ヶ月ぶりのリリース。『DESIRE/BABY!BABY!BABY!』以来の両A面シングル。
「Love/Affection」は、NOTTV・日本テレビ系連続ドラマ「オンナ♀ルール　幸せになるための50の掟」の主題歌として、書き下ろされていた楽曲。NOTTV版では、1年前の2013年4月8日より起用されていた為、今回が初のCD・パッケージ化となった。なお、日本テレビ版は同年1月20日より起用された。
「神様」は、幻冬舎から発売される同名の短編集が原作・イメージに合わせて制作された。
今作のみCD+DVD+小説の3セットによる、完全生産限定盤で発売された。DVDには「Love/Affection」のミュージックビデオが収録されている。

## 収録曲
| 全作詞・作曲: Miliyah。 |                                         |           |            |              |      |
| #                       | タイトル                                | 作詞      | 作曲・編曲 | 編曲         | 時間 |
| 1.                      | 「Love/Affection」                      | Miliyah   | Miliyah    |              | 4:58 |
| 2.                      | 「神様」                                | Miliyah   | Miliyah    |              | 4:06 |
| 3.                      | 「Love/Affection (DAISHI DANCE REMIX)」 | Miliyah   | Miliyah    | DAISHI DANCE | 5:20 |
| 4.                      | 「Love/Affection (Instrumental)」       | Miliyah   | Miliyah    |              | 4:03 |
| 合計時間:               | 合計時間:                               | 合計時間: | 18:27      |              |      |

| #  | タイトル                         | 作詞 | 作曲・編曲 | 監督 |
| -- | -------------------------------- | ---- | ---------- | ---- |
| 1. | 「Love/Affection -Music Video-」 |      |            |      |

## タイアップ
| 曲名           | タイアップ                                                                  |
| -------------- | --------------------------------------------------------------------------- |
| Love/Affection | NOTTV・日本テレビ系連続ドラマ「オンナ♀ルール 幸せになるための50の掟」主題歌 |
| 神様           | 幻冬舎出版短編集「神様」イメージソング                                      |

## 収録アルバム
- LOVELAND (#1#2)
- M BEST II (#2)